# خویا د سرن
خویا د سرن
این مکان در سال ۱۹۹۳ در میراث جهانی یونسکو به ثبت رسید.